# فریدشتین
فریدشتین (به چکی: Frýdštejn) یک منطقهٔ مسکونی در جمهوری چک است که در ناحیه یابلونتس ناد نیسوو واقع شده‌است.